# Бузова Ольга Ігорівна
Ольга Ігорівна Бузова (рос. Ольга Игоревна Бузова; нар. 20 січня 1986, Ленінград, Російська РФСР) — російська телеведуча, співачка та акторка. Колишня учасниця, а пізніше ведуча реаліті-шоу «Дом-2» на телеканалі «ТНТ». Підтримує путінський режим, зокрема війну Росії проти України. Фігурантка бази «Миротворець».

## Життєпис

### Ранні роки і освіта
Народилася 20 січня 1986 року в Ленінграді в родині військовослужбовця Ігоря Дмитровича Бузова і стоматологині Ірини Олександрівни Бузової. У Ольги є молодша сестра Анна. Бабуся Ольги — Алла Тимофіївна (нар. 1938), живе в Клайпеді (Литва).
У 2002 році закінчила в Санкт-Петербурзі школу № 631 і вступила на географічний факультет СПбДУ (випуск 2008 року). Закінчила географічний факультет Санкт-Петербурзького державного університету.

### «Дім-2»
На телешоу «Дім-2» потрапила в 2004 році, коли їй було 18 років. Провела на проєкті в якості учасниці чотири роки, за підсумками глядацького голосування була визнана найкращою учасницею за всю історію телепроєкту.
У 2007 році воскові фігури найпопулярніших учасників «Дому-2» Ольги Бузової та Романа Третьякова з'явилися в Московському музеї воскових фігур. За чотири роки життя в «Домі-2» в якості учасниці написала дві книги «Роман з Бузовою» і «Справа в шпильці. Поради стильної блондинки».
За час перебування на проєкті «Дом-2» брала участь в кількох медіапроєктах у якості ведучої.
У 2005—2006 роках спільно з Романом Третьяковим вела на телеканалі ТНТ молодіжне ток-шоу «Роман з Бузовою». Радіо «Попса» запропонувало їм вести щосуботи власне ток-шоу на радіо з такою ж назвою — «Роман з Бузовою».
З вересня 2007 року стала ведучою власної рубрики «Обережно, стилісти!» в програмі «Ранок на ТНТ». Ольга Бузова також виступила в ролі ведучої телешоу в комп'ютерній грі «Чорна мітка». У 2007 році була ведучою 7-го міжнародного конкурсу краси «Міс Русское радио 2007».
З грудня 2008 по квітень 2021 року була ведучою реаліті-шоу «Дім-2» і шеф-редакторкою журналу «Світ реаліті-шоу. Дім-2» цілих 17 років.
За останні роки брала участь в зйомках інших програм телеканалу ТНТ, таких як «Cosmopolitan. Відеоверсія», «Атака клоунів», «Дитина-робот», «Таксі», «Битва екстрасенсів». Неодноразово ставала гостею телепередач інших телеканалів — першого телевізійного, Муз-ТВ, MTV Росія, НТВ та інших.
У серпні 2008 року дебютувала як акторка в серіалі «Універ» на телеканалі ТНТ в епізодичній ролі інтернет-знайомої Едуарда «Кузі» Кузьміна.

### Подальша кар'єра
З листопада 2008 року почала сольну діяльність, гастролює Росією і ближнім зарубіжжям. Її пісні представлені в альбомі «Зірки Дім 2. Закони любові».
В рамках популяризації волонтерського руху в 2009 році була ведучою і учасницею спеціального агітаційного складу «Поїзд молоді» під егідою міністерства спорту, туризму і молодіжної політики РФ.
За підсумками 2009 року увійшла в трійку найкращих телеведучих країни (за версією KP.RU).
У вересні 2010 року дебютувала в театрі. Ольга Бузова замінила акторку Марію Кожевнікова в постановці «Розкішне весілля».
Випустила кілька колекцій одягу спільно з брендом C&C.
У 2012 році взяла участь в шоу «Танці з зірками» (телеканал «Росія-1»), партнером був Андрій Карпов.
З листопада по грудень 2017 року була однією з ведучих денної програми «Бабин бунт» на «Первом канале» Пізніше програма була закрита «через катастрофічно низькі рейтинги».
22 березня 2018 року почала знімати регулярні влоги на своєму Youtube-каналі.
4 квітня 2018 року анонсувала запуск власної криптовалюти «Бузкоін», яку вона разом зі своєю командою створила на платформі Buzar.
10 червня 2018 року відкрила свій ресторан BUZ.Food. 2 вересня 2018 року відкрила другий ресторан в Москві. Її партнером по ресторанному бізнесу є Карен Мелконян.
У липні 2018 року Бузова опинилася на шостому місці в рейтингу Forbes «50 зірок шоу-бізнесу і спорту».
26 серпня 2018 року на телеканалі ТНТ стартувало шоу «Заміж за Бузову». У тому ж році вийшла програма «Бородіна проти Бузової».
13 жовтня 2019 року стартувало шоу «План Б», де Бузова спільно з Тимуром Батрудіновим шукала собі партнера.
З вересня по грудень 2020 року Бузова брала участь в сьомому сезоні шоу «Льодовиковий період». Її партнером був олімпійський чемпіон в танцях на льоду Дмитро Соловйов. Перший випуск шоу вийшов на Першому каналі 3 жовтня 2020 року. Пара отримала «Приз глядацьких симпатій».
У жовтні 2020 року одержала два сертифікати від Книги рекордів Росії. Перший за найбільшу кількість підписників на території Росії і СНД, а другий — як найвпливовіша дівчина, що має найбільшу кількість підписників в Instagram.
Навесні 2021 взяла участь у другому сезоні розважального вокального телевізійного шоу «Маска» на телеканалі «НТВ» в образі Рожевої Пантери і в шостому випуску її маска була розсекречена.
У 2021 році стала наставницею 1-го сезону білоруського вокального проєкту «Х-Фактор».

## Музична кар'єра

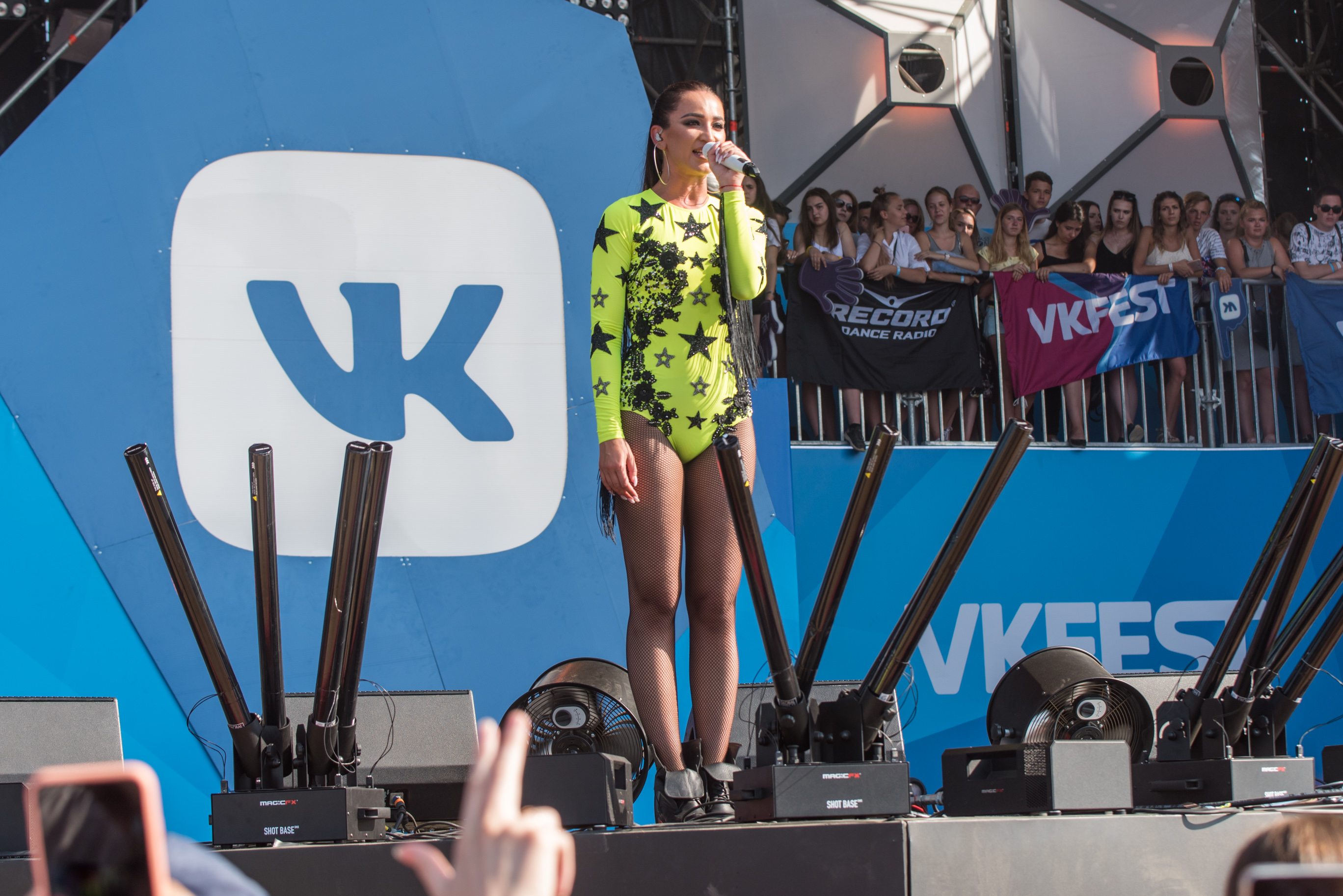
Ольга Бузова на VK Fest 2018

У 2011 році почала музичну діяльність. Першим синглом стала пісня «Не забывай», виконана дуетом з репером T-killah. Крім співу, займається діджеїнгом.
У 2016 році випустила першу сольну пісню «Под звуки поцелуев», яка в перші два дні потрапила на перше місце чарту iTunes в Росії.
У липні 2017 вперше виступила на Europa Plus Live спільно з Настею Кудрі.
6 жовтня 2017 року представила дебютний студійний альбом «Под звуки поцелуев».
У липні 2018 року Бузова вперше виступила на VK FEST в Санкт-Петербурзі.
На Другий музичної премії «ЖАРА Music Awards» отримала нагороду в номінації «Ты просто Cosmo» (2018).
5 жовтня 2018 року представила свій другий студійний альбом «Принимай меня». 18 листопада 2018 року в Crocus City Hall в Москві представила друге сольне шоу «Принимай меня». У грудні цього ж року вирушила в тур містами Росії і країнами СНД.
14 листопада 2019 року в Известия Hall в Москві дала свій останній концерт з шоу «Под звуки поцелуев», тим самим завершуючи історію дебютного альбому.
У 2021 році після спільної пісні і кліпу з Анею Pokrov «Так сильно» планувала випускати третій студійний альбом.

## Санкції
19 жовтня 2022 року Ольга Бузова додана до санкційного списку України.

## Акторська діяльність
2021 року Ольга Бузова дебютує на сцені Московського Художнього академічного театру імені М. Горького і виконає роль співачки кабаре Белли Шанталь в спектаклі про молодість Йосипа Сталіна «Чудесний грузин». Художній керівник Московського художнього академічного театру імені М. Горького Едуард Бояка заявив, що кандидатура Ольги Бузової ідеально підходить під її роль. За словами художнього керівника МХАТ імені М. Горького, акторка буде не лише втілювати на сцені образ «опереткової кинутої дівиці», а й «образ самої себе». Дебют Бузової на сцені МХАТ викликав хвилю критики — в ефірі телеканалу ТВ Центр роботу Бузової сенатор Олексій Пушков оцінив, як «апофеоз вульгарності», а голова КПРФ звернувся до Міністерства культури з проханням розібратися з появою Бузової на сцені МХАТу. Режисер Антон Адасинський припинив співпрацю зі МХАТ, заявивши, що «не хоче, щоб його ім'я і ім'я його театру були в одній новинній з ім'ям порноакторки». Актор Сергій Безруков, виступаючи на «Фабриці Станіславського», оцінив дебют Бузової словами «добре, що Станіславський до цього не дожив».

## Особисте життя
26 червня 2012 року Бузова одружилася з футболістом Дмитром Тарасовим. 30 грудня 2016 шлюб був розірваний.
З 7 серпня 2019 року була у стосунках з Давидом Манукяном. 22 січня 2021 року оголосила про розставання з Манукяном.

## Громадянська позиція
У 2017 році Ольга Бузова відвідала окупований Крим через закриті КПП, через що потрапила до бази сайту «Миротворець».
Підтримала війну Росії проти України.

## Фільмографія
- 2008 — Універ — камео
- 2012 — Зайцев +1 — камео, подруга Ольги Сауткіної
- 2015 — Бармен — Віка
- 2016 — Бідні люди — камео
- 2016 — Тримай удар, крихітко! —  одногрупниця Свєти Богатирьової
- 2017 — Запалюй! — ведуча телешоу, камео
- 2017 — Чорнобиль 2. Зона Відчуження — камео, ведуча програми новин СРСР
- 2018 — Zомбоящик — камео

### Дубляж
- 2015 — Модна штучка / After the Ball — Кейт[56]

## Дискографія

### Студійні альбоми
| Назва              | Деталі                                                                                         |
| ------------------ | ---------------------------------------------------------------------------------------------- |
| Под звуки поцелуев | - Реліз: 6 жовтня 2017 - Лейбл: Archer Music Production LLC - Формат: CD • Цифрова дистрибуція |
| Принимай меня      | - Реліз: 5 жовтня 2018 - Лейбл: Archer Music Production LLC - Формат: CD • Цифрова дистрибуція |

### Мікстейпи
| Назва                | Інформація                                                                                 | Примітки |
| -------------------- | ------------------------------------------------------------------------------------------ | --- |
| SWIPE (Remixes) — EP | - Реліз: 20 травня 2020 - Лейбл: Archer Music Production LLC - Формат: Цифрова дистрибуція | \| * Трек-лист [59] \| * Трек-лист [59] \| * Трек-лист [59] \| \| # \| Назва \| Тривалість \| \| ---------------- \| ------------------------------ \| ---------------- \| \| 1. \| «SWIPE» (MARLI Remix) \| 4:34 \| \| 2. \| «SWIPE» (Like Post Remix) \| 4:00 \| \| 3. \| «SWIPE» (M-DimA Remix) \| 3:56 \| \| 4. \| «SWIPE» (Andrey Knyazev Remix) \| 3:14 \| \| 5. \| «SWIPE» (Vozhzhov Remix) \| 3:23 \| \| 6. \| «SWIPE» (DJ Steel Alex Remix) \| 4:30 \| \| 22:57 \| \| \| |
| * Трек-лист          |                                                                                            | |
| #                    | Назва                                                                                      | Тривалість |
| 1.                   | «SWIPE» (MARLI Remix)                                                                      | 4:34 |
| 2.                   | «SWIPE» (Like Post Remix)                                                                  | 4:00 |
| 3.                   | «SWIPE» (M-DimA Remix)                                                                     | 3:56 |
| 4.                   | «SWIPE» (Andrey Knyazev Remix)                                                             | 3:14 |
| 5.                   | «SWIPE» (Vozhzhov Remix)                                                                   | 3:23 |
| 6.                   | «SWIPE» (DJ Steel Alex Remix)                                                              | 4:30 |
| 22:57                |                                                                                            | |

### Сингли
| Назва                                        | Альбом                         | Дата релізу | Рік       |      |
| -------------------------------------------- | ------------------------------ | ----------- | --------- | ---- |
| «Не забывай» (спільно з T-killah)            | BOOM (альбом T-killah)         | 15 червня   | 2011      |      |
| «Всё для тебя» (спільно з Дмитром Тарасовим) | без альбому                    | 5 лютого    | 2016      |      |
| «Если…» (спільно з Клавою Кока)              | без альбому                    | 18 травня   | 2016      |      |
| «Привыкаю»                                   | Под звуки поцелуев             | 19 січня    | 2017      |      |
| «Люди не верили»                             | Под звуки поцелуев             | 10 квітня   | 2017      |      |
| «Нам будет жарко» (спільно з Настею Кудрі)   | Без прелюдий (альбом Н. Кудрі) | 19 травня   | 2017      |      |
| «Мало половин»                               | Под звуки поцелуев             | 5 червня    | 2017      |      |
| «Хит-парад»                                  | Под звуки поцелуев             | 7 вересня   | 2017      |      |
| «Неправильная»                               | Под звуки поцелуев             | 1 грудня    | 2017      |      |
| «WI-FI»                                      | Принимай меня                  | 15 грудня   | 2017      |      |
| «Бери меня»                                  | Под звуки поцелуев             | 9 квітня    | 2018      |      |
| «Тоже музыка»                                | Принимай меня                  | 20 квітня   | 2018      |      |
| «Чемпион»                                    | Принимай меня                  | 18 травня   | 2018      |      |
| «Принимай меня»                              | Принимай меня                  | 27 серпня   | 2018      |      |
| «На Доме-2 (ЛОVА ЛОVА)» (спільно з Вітею АК) | без альбому                    | 8 листопада | 2018      |      |
| «Танцуй под Бузову» Вот она я                | без альбому                    | 31 грудня   | 2018      |      |
| «Очень хорошо»                               | без альбому                    | без альбому | 20 січня  | 2019 |
| «Эгоистка»                                   | Принимай меня                  | без альбому | 28 лютого | 2019 |
| «Водица»                                     | Вот она я                      | без альбому | 4 июня    | 2019 |
| «#Лайкер»                                    | Вот она я                      | 2 серпня    |           | 2019 |
| «Я ещё верю»                                 | План «Б» ТНТ (OST)             | 11 жовтня   |           | 2019 |
| «Не виновата»                                | без альбому                    | 4 грудня    |           | 2019 |
| «Мандаринка» (спільно з DAVA)                | без альбому                    | 24 грудня   |           | 2019 |
| «Давай останемся дома»                       | без альбому                    | 2 квітня    | 2020      |      |
| «Орбит без сахара»                           | без альбому                    | 4 червня    | 2020      |      |
| «Mira me bebè» (спільно з Джаро & Ханза)     | без альбому                    | 28 липня    | 2020      |      |
| «Снежинки» (совместно с DAVA)                | без альбому                    | 18 грудня   | 2020      |      |
| «Колбаса»                                    | Чумовой Новый год (OST)        | 31 грудня   | 2020      |      |
| «АтоМы»                                      | Принимай меня                  | 25 березня  | 2021      |      |
| «Так сильно» (спільно з Анею Pokrov)         | без альбому                    | 5 квітня    | 2021      |      |

### Промосингли
| Назва                                          | Альбом             | Дата релізу          | Рік  |
| ---------------------------------------------- | ------------------ | -------------------- | ---- |
| «Под звуки поцелуев»                           | Под звуки поцелуев | 14 листопада         | 2016 |
| «Улететь»                                      | Под звуки поцелуев | 24 квітня            | 2017 |
| «Not Enough for Me»                            | Под звуки поцелуев | 25 серпня            | 2017 |
| «Мои люди всегда со мной»                      | без альбому        | 3 листопада          | 2017 |
| «Одна ночь»                                    | Принимай меня      | 20 січня             | 2018 |
| «Она не боится»                                | Принимай меня      | 8 березня            | 2018 |
| «Ночь текила»                                  | Принимай меня      | 13 липня             | 2018 |
| «Миром правит любовь»                          | без альбому        | 16 листопада         | 2018 |
| «Поцелуй на балконе» (спільно з Льошею Свіком) | без альбому        | 8 березня            | 2019 |
| «Женское слово»                                | без альбому        | 22 березня           | 2019 |
| «Вот она я»                                    | без альбому        | 6 вересня            | 2019 |
| «В огне»                                       | без альбому        | 20 січня             | 2020 |
| «SWIPE»                                        | без альбому        | 4 березня            | 2020 |
| «Сука весна» / «Скука весна»                   | без альбому        | 5 травня / 12 травня | 2020 |
| «X.O» (The Limba & Andro Cover)                | без альбому        | 25 серпня            | 2020 |
| «Проблема»                                     | без альбому        | 10 вересня           | 2020 |
| «Ненормальный вайб»                            | без альбому        | 9 жовтня             | 2020 |
| «Хейт»                                         | без альбому        | 12 листопада         | 2020 |
| «Розовые очки»                                 | без альбому        | 20 січня             | 2021 |
| «Грустный трек»                                | без альбому        | 12 лютого            | 2021 |
| «Завязывай»                                    | без альбому        | 18 червня            | 2021 |

## Відеокліпи
| Кліп                                                               | Режисер                            | Альбом                         | Рік  |
| ------------------------------------------------------------------ | ---------------------------------- | ------------------------------ | ---- |
| «Не забывай» (спільн. з T-killah)                                  | Костянтин Черепков                 | Boom (альбом T-killah)         | 2011 |
| «Всё для тебя» (спільн. з Дмитром Тарасовим)                       | Марія Скобелева                    | без альбому                    | 2016 |
| «Если…» (спільн. з Клавою Кока)                                    | Віктор Абрамов                     | без альбому                    | 2016 |
| «Привыкаю»                                                         | Олексій Голубев                    | Под звуки поцелуев             | 2017 |
| «Люди не верили»                                                   | Євген Кудін                        | Под звуки поцелуев             | 2017 |
| «Нам будет жарко» (спільн. з Настею Кудрі)                         | Serghey Grey                       | Без прелюдий (альбом Н. Кудрі) | 2017 |
| «Мало половин»                                                     | Олексій Голубев                    | Под звуки поцелуев             | 2017 |
| «Хит-парад»                                                        | Марія Скобелева                    | Под звуки поцелуев             | 2017 |
| «Неправильная»                                                     | Марія Скобелева                    | Под звуки поцелуев             | 2017 |
| «WI-FI»                                                            | Олексій Голубев                    | Принимай меня                  | 2018 |
| «Бери меня»                                                        | Марія Скобелева                    | Под звуки поцелуев             | 2018 |
| «Тоже музыка»                                                      | Василь Вакуленко                   | Принимай меня                  | 2018 |
| «Чемпион»                                                          | Юджин                              | Принимай меня                  | 2018 |
| «Принимай меня»                                                    | Serghey Grey                       | Принимай меня                  | 2018 |
| «На Доме-2 (ЛОVА ЛОVА)» (спільн. з Вітя АК)                        | Олексій Голубев                    | без альбому                    | 2018 |
| «Танцуй под Бузову»                                                | Кирило Дренясов                    | без альбому                    | 2018 |
| «Эгоистка»                                                         | Олена Хазанова                     | Принимай меня                  | 2019 |
| «Поцелуй на балконе» (спільно з Льошею Свіком) (Mood Video)        | немає інформації                   | без альбому                    | 2019 |
| «Очень хорошо»                                                     | Оксана Рассказова                  | без альбому                    | 2019 |
| «Водица»                                                           | Оксана Рассказова                  | без альбому                    | 2019 |
| «#Лайкер»                                                          | Оксана Рассказова                  | без альбому                    | 2019 |
| «Я ещё верю»                                                       | немає інформації                   | План «Б» ТНТ (OST)             | 2019 |
| «Не виновата»                                                      | Оксана Рассказова                  | без альбому                    | 2019 |
| «Мандаринка» (спільн. з DAVA)                                      | Олександр Романов                  | без альбому                    | 2019 |
| «В огне» (Mood Video)                                              | немає інформації                   | без альбому                    | 2020 |
| «Давай останемся дома»                                             | немає інформації                   | без альбому                    | 2020 |
| «Сука весна» (Mood Video)                                          | немає інформації                   | без альбому                    | 2020 |
| «Орбит без сахара»                                                 | Олексій Голубев                    | без альбому                    | 2020 |
| «Mira me bebè» (спільно з Джаро & Ханза)                           | Олексій Голубев                    | без альбому                    | 2020 |
| «Проблема» (Mood Video)                                            | Магеррамов Ельмір і Сергій Беліков | без альбому                    | 2020 |
| «Ненормальный вайб» (Mood Video)                                   | Тагір Талібов                      | без альбому                    | 2020 |
| «Хейт» (Mood Video)                                                | немає інформації                   | без альбому                    | 2020 |
| «Снежинки» (спільн. з DAVA)                                        | Олександр Романов                  | без альбому                    | 2020 |
| «Колбаса»                                                          | Павелс Фукс                        | Чумовой Новый год (OST)        | 2021 |
| «Розовые очки» (Mood Video)                                        | Микита Рульов                      | без альбому                    | 2021 |
| «Грустный трек» (Mood Video)                                       | Тагір Талібов                      | без альбому                    | 2021 |
| «АтоМы»                                                            | немає інформації                   | Принимай меня                  | 2021 |
| «Так сильно» (спільн. з Анею Pokrov)                               | Оксана Рассказова                  | без альбому                    | 2021 |
| Участь в відеокліпах у інших виконавців                            |                                    |                                |      |
| «Я сделаю всё, как ты хочешь» (кліп Ірсон Кудикової)               | немає інформації                   | немає інформації               | 2011 |
| «Ну что за дела» (кліп Dj Kan’a спільн. з Мішей Марвіним & Тіматі) | Артемій Лежнєв і Олексій Белов     | Артемій Лежнєв і Олексій Белов | 2015 |
| «Здорово, великолепно» (кліп гурту Градуси)                        | Олексій Голубев                    | Олексій Голубев                | 2017 |
| «Цвет настроения синий» (кліп Філіпа Кіркорова)                    | Рома Кім                           | Рома Кім                       | 2018 |
| «Малая» (клип Dav'и)                                               | немає інформації                   | немає інформації               | 2020 |
| «Героям посвящается» (кліп з іншими артистами)                     | немає інформації                   | немає інформації               | 2020 |
| «Журавли» (Cover) (кліп Dav'и)                                     | немає інформації                   | немає інформації               | 2020 |
| «Расскажи мне» (кліп гурту Руки Вверх!)                            | Олександр Ігудін                   | Олександр Ігудін               | 2020 |
| «Чёрный бумер» (кліп Dav'и спіл. з Серёгой)                        | Олександр Романов                  | Олександр Романов              | 2020 |
| «Химия» (кліп Діми Білана)                                         | Еліза Мартиросян                   | Еліза Мартиросян               | 2020 |

## Книги
- 2006 — «Роман с Бузовой. История самой красивой любви» (спільно з Романом Третьяковим)
- 2007 — «Роман с Бузовой. Любовь online» (спільно з Романом Третьяковим)
- 2007 — «Дело в шпильке. Советы стильной блондинки» (поради)
- 2016 — «Цена счастья» (поради з парфюмерії)

## BuzCoin
4 квітня 2018 Ольга Бузова оголосила про створення власної криптовалюти під назвою BuzCoin (BUZ; бузкоін), яка повинна була реалізовуватися в рамках онлайн-проекту Buzar (Бузар). Через добу після старту першого раунду ICO BuzCoin зібрав близько 40 000 $.
Засновниками buzcoin.io вважаються Бузова і її директор Арам Арчер. В якості співзасновників виступили Анжеліка Шешунова і Андрій Недобильський. Автором ідеї є експерт з криптовалюти Ян Койфман. Архітектором програмного забезпечення виступив Дмитро Бородін, а Андрій Сьомін став координатором ICO.
Після запуску проекту BuzCoin знаходився на стадії PreICO, яка тривала до 18 травня. Потім планувався запуск самого ICO — 18 червня. Процес збору коштів мав тривати до 16 вересня. Далі мав розпочатися розподіл монет. Всього планувалося випустити 210 млн токенів.